# Nancy Tyson Burbidge

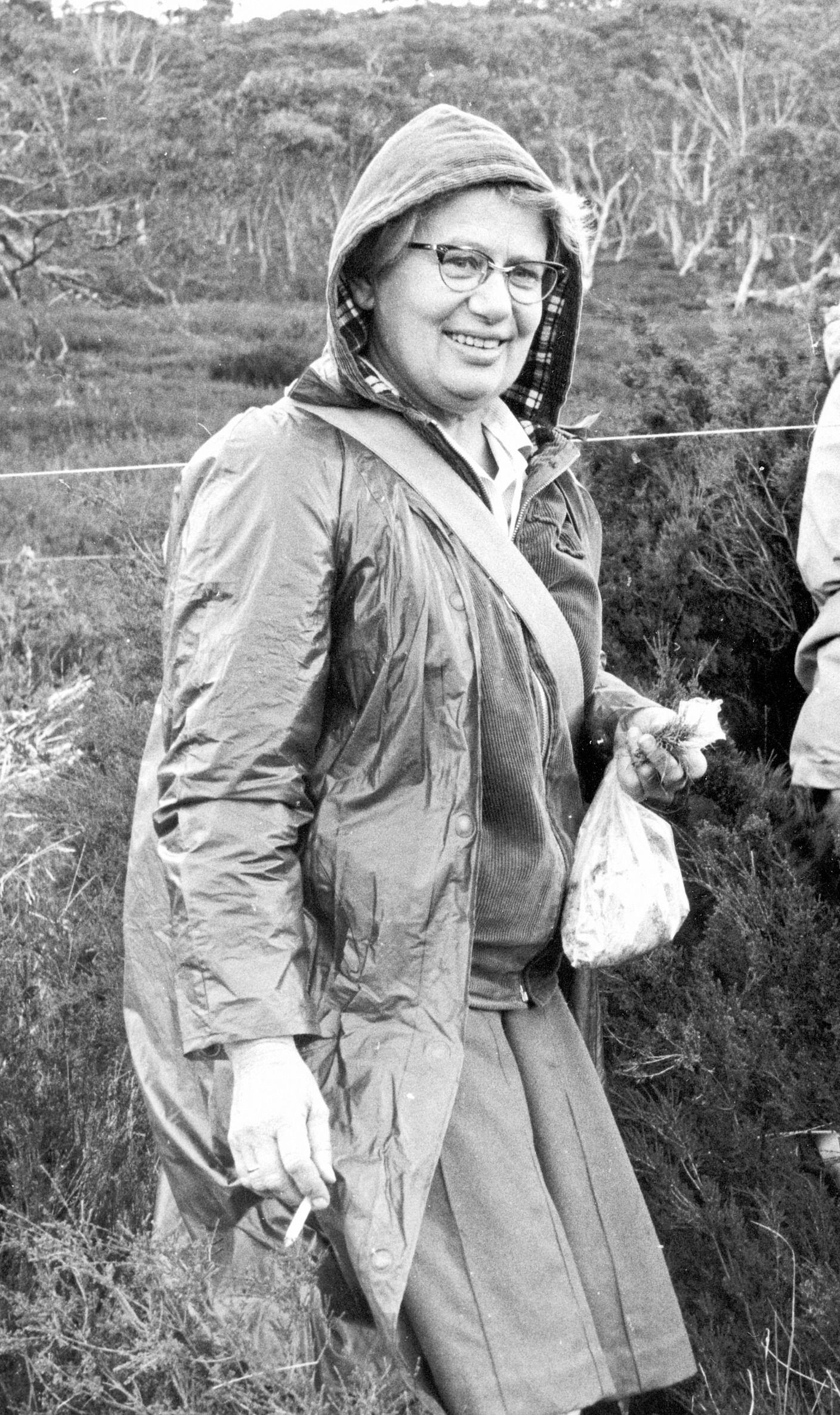
Nancy Tyson Burbidge

Nancy Tyson Burbidge, AM, (* 5. August 1912 in Cleckheaton, England; † 4. März 1977 in Canberra, Australien) war eine australische Botanikerin, Museumskuratorin und Naturschützerin. Sie war die erste systematische Botanikerin bei der Commonwealth Scientific and Industrial Research Organisation (CSIRO) und war an der Gründung des Australian National Herbariums und der National Parks Association of the Australian Capital Territory maßgeblich beteiligt.

## Leben und Werk
Burbidge war die einzige Tochter des Geistlichen William Burbidge und seiner Frau Mary Eleanor, geborene Simmonds. Sie wanderte 1913 mit ihren Eltern nach Australien aus und besuchte die Katanning (Kobeelya) Church of England Girls’ School, die 1922 von ihrer Mutter Nancy Eleanor gegründet worden war, und die Bunbury High School. Sie studierte an der University of Western Australia und erwarb dort 1937 ihren Bachelor of Science. Danach erhielt sie von einer Gruppe von Reedereien eine kostenlose Fahrt nach England, wo sie achtzehn Monate im Royal Botanic Gardens, Kew verbrachte. Zu dieser Zeit unternahm sie die erste von mehreren Studien über australisches Gras und dessen Gattungen zur Überarbeitung der australischen Gattung Enneapogon. Die Ergebnisse dieser Studien flossen in ihre Masterarbeit an der University of Western Australia ein.
1943 wurde Burbidge zur stellvertretenden Agrarwissenschaftlerin am Waite Agricultural Research Institute in Adelaide ernannt, wo sie sich mit der Regeneration einheimischer Weiden in den trockenen und halbtrockenen Regionen Südaustraliens befasste. 1945 erwarb sie ihren Master of Science an der University of Western Australia.
1946 wurde sie in die neu eingerichtete Position eines systematischen Botanikers in der CSIRO-Abteilung für Pflanzenindustrie in Canberra berufen. Hier begann sie mit der Organisation und Erweiterung der Pflanzensammlung und wurde kurz darauf zur Kuratorin des Herbarium Australiense ernannt. Sie gab die Zeitschrift Australasian Herbarium News heraus und war von 1948 bis 1952 Sekretärin des systematischen Botanikausschusses der Australian and New Zealand Association for the Advancement of Science. 1953 wurde sie als Australian Botanical Liaison Officer an das Royal Botanic Gardens, Kew Herbarium abgeordnet, wo sie Exemplare australischer Pflanzen fotografierte und indexierte. Ebenfalls fertigte sie Mikrofilmkopien der Notizbücher des Botanikers Robert Brown für australische Herbarien an.
Als sie 1954 nach Canberra zurückkehrte, begann sie mit der Arbeit an ihrer Promotion. Während der Zeit von 1955 bis 1970 veröffentlichte sie Dictionary of Australian Plant Genera, eine umfassende Arbeit über die Phytogeographie der australischen Region und Studien über die Pflanzengruppen Nicotiana, Sesbania und Helichrysum. In der zweiten Hälfte dieser Zeit vollendete sie mit Max Gray, ebenfalls von der CSIRO-Abteilung für Pflanzenindustrie, die Flora of the Australian Capital Territory und drei regionale Bände über australische Gräser, die mit ihren Zeichnungen illustriert waren.
1961 promovierte sie in Naturwissenschaften als erste Frau an der University of Western Australia. Als Senior Principal Research Scientist war sie dann von 1967 bis 1973 in der Abteilung für Pflanzenindustrie am CSIRO tätig. 1973 wurde sie von ihrer Verantwortung als Kuratorin des Herbarium Australiense entbunden und konnte damit bis 1977 als Direktorin das Flora of Australia-Projekt leiten.
Sie veröffentlichte mehrere Bücher über australische Pflanzen und schrieb mehr als 50 Artikel über Phytogeographie, Ökologie, botanische Geschichte und australische Pflanzengattungen und gab bis 1953 die Publikation Australasian Herbarium News heraus.

## Einsatz für den Naturschutz in Australien
1960 war sie Gründungsmitglied der National Parks Association der Australian Capital Territory (ACT) und war elf Jahre lang zweimal Präsidentin, Sekretärin und Ausschussmitglied. Sie setzte sich für die Einrichtung von Schutzgebieten wie dem Tidbinbilla Naturre Reserve und für einen großen Nationalpark im südlichen Teil des Australian Capital Territory ein. Dieses Gudgenby-Naturschutzgebiet wurde allerdings erst 1979, zwei Jahre nach ihrem Tod verwirklicht.

## Mitgliedschaften
Sie war Mitglied der Royal Society of NSW und als aktives Mitglied der Royal Society of Canberra gründete sie die Australian Systemic Botany Society. Sie war außerdem Mitglied der Australian Federation of University Women und von 1959 bis 1961 Präsidentin der Canberra Association. Hier unterstützte sie eine Reihe von Anliegen, darunter Stipendien für Aborigine-Frauen und ein Wohnheim für Frauen an der Universität von Papua-Neuguinea. Sie war Mitglied der Pan-Pacific and South East Asia Women’s Association, von 1957 bis 1958 Präsidentin und von 1961 bis 1968 internationale Sekretärin.
Nachdem sie an Krebs erkrankt war, starb sie 1977 im Alter von 64 Jahren.
Um diese Person als Autor anzugeben, wenn ein botanischer Name zitiert wird, wird die Standard-Autorenabkürzung N.T.Burb. verwendet.

## Ehrungen

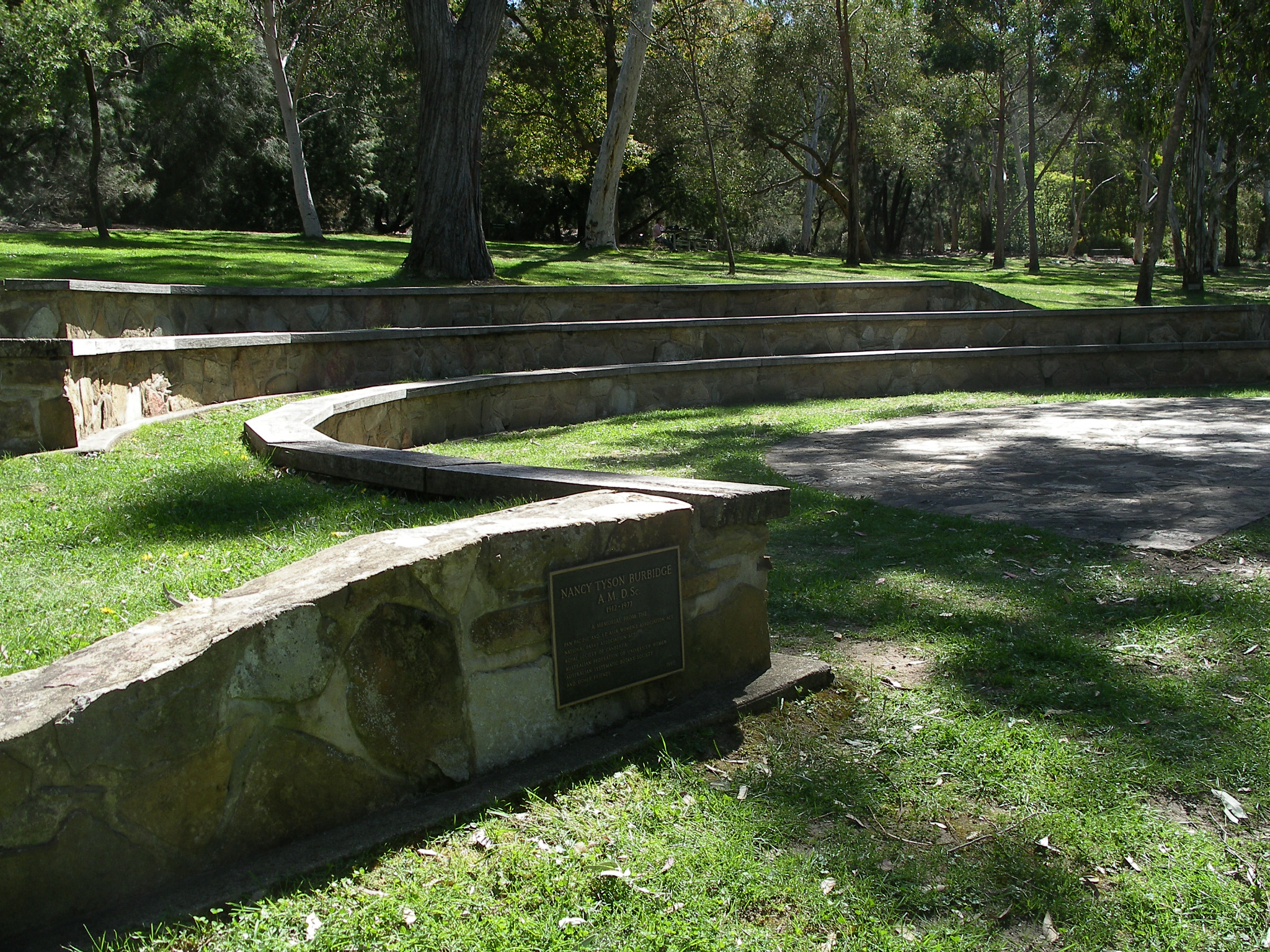
Nancy T. Burbidge Memorial Amphitheatre im Australian National Botanic Gardens in Canberra, Australien

- 1971: Clarke-Medaille, Royal Society of New South Wales
- 1972: Erstes lebenslanges Mitglied der National Parks Association des Australian Capital Territory (NPA ACT)
- 1976: Verleihung des Order of Australia (AM)
- 1980: Nancy T. Burbidge Memorial, ein Amphitheater im Australian National Botanic Gardens in Canberra[6]
- Altarfront ihr zu Ehren mit Banksien und Honigfressern in der St. Michael’s Anglican Church, Mount Pleasant, Perth
- Mount Burbidge, ein Gipfel im Namadgi-Nationalpark
- Acacia burbidgeae, auch bekannt als Burbidge-Akazie, ist nach ihr benannt
- Der Australian Plant Name Index (APNI) ist ihrem Andenken gewidmet[7]
- Die Nancy T. Burbidge-Medaille wird jährlich von der Australian Systematic Botanists Society für herausragende Beiträge zur taxonomischen und systematischen botanischen Arbeit in Australien verliehen.

## Veröffentlichungen (Auswahl)
- Dictionary of Australian Plant Genera. 1963.
- mit Max Gray: Flora of Australian Capital Territory. Australian National University Press, 1970.
- Phytogeography of the Australian Region. Australian Journal of Botany, 1960.
- The Wattles of the Australian Capital Territory. 1961.
- Gum Trees of Das Australian Capital Territory. 1963.
- Australian Grasses, 1966, 1968, 1970.